# Scogli Pettini (Ragusa Vecchia)
Gli scogli Pettini, Pettini di Ragusavecchia o Pettini di Ragusa Vecchia (in croato: Cavtaski Grebeni) sono un gruppo di isolotti e scogli della Croazia nel mare Adriatico, vicini al porto di Ragusa Vecchia (Cavtat). Amministrativamente, appartengono al comune di Canali, nella regione raguseo-narentana.
Non vanno confusi con gli omonimi scogli Pettini o Pettini di Ragusa che si trovano ad ovest di Ragusa (Dubrovnik).

## Gli isolotti
Gli scogli si trovano di fronte alla valle di Breno (Župski zaljev).
- Marcana (Mrkan), il maggiore degli isolotti, si trova a sud-ovest del porto. Il piccolo scoglio Markanac si trova a sud-est della sua punta meridionale.
- Bobara (Bobara), disabitato, a ovest di Ragusa Vecchia e a nord-ovest di Marcana. A sud est si susseguono 3 scogli: Trava, Hljeb e Ražnjić.

Nel 1482 fu spostato a Bobara il primo lazzaretto della repubblica di Ragusa che operava precedentemente (dal 1377) a Marcana. Rimangono visibili circa 100 m di un muro difensivo del XV sec.

### Isole adiacenti
- Scoglio San Pietro (Supetar), a nord-ovest del porto di Ragusa Vecchia. Il piccolo scoglio Šuperka si trova tra San Pietro e punta Rat (a nord di Ragusa Vecchia).
- Scoglio Sustiepan (hrid Sustiepan), a sud di punta Santo Stefano[10] (rt Sustiepan), vicino alla costa del piccolo promontorio; ha un'area di 1452 m²[4] 42°34′45″N 18°12′37″E.

### Cartografia
- (HR) Mappa topografica della Croazia 1:25000, su preglednik.arkod.hr. URL consultato il 27 febbraio 2017.
- G. Giani, Carta prospettiva delle Comuni censuarie della Dalmazia, foglio 11, 1839. Fondo Miscellanea cartografica catastale, Archivio di Stato di Trieste.
- Carta di cabottaggio del mare Adriatico, foglio XIII, Milano, Istituto geografico militare, 1822-1824. URL consultato il 17 febbraio 2017 (archiviato dall'url originale il 13 aprile 2013).